# Koldo Azkarreta
Koldo Azkarreta Garcia (Bilbao, 1962) és un director de cinema basc. Es va llicenciar en ciències de la informació a la Universitat Complutense de Madrid i en història de la cinematografia per la Universitat de Valladolid. Va debutar com a director el 1990 amb Hitchcock en el puente colgante, que va guanyar el tercer premi al Festival de Cinema d'Alcalá de Henares.

## Filmografia
- Liliana (1986), curtmetratge
- Hitchcock en el puente colgante (1990) curtmetratge
- Rigor mortis (1997)
- Habitación hotel (2000), curtmetratge